# Podašpilje
Podašpilje je naselje u Splitsko-dalmatinskoj županiji. 

## Upravna organizacija
Gradsko je naselje grada Omiša po upravnoj organizaciji, iako je od samog naselja Omiša udaljeno nekoliko kilometara. 
Po poštanskoj organizaciji, pripada poštanskom uredu u Kučićima.

## Stanovništvo
Većinsko i jedino autohtono stanovništvo ovog sela su Hrvati.
| broj stanovnika | 79    |       | 111   | 163   | 221   | 214   |       |       | 220   | 225   | 219   | 85    | 25    | 13    | 6     | 20    | 20    |
|                 | 1857. | 1869. | 1880. | 1890. | 1900. | 1910. | 1921. | 1931. | 1948. | 1953. | 1961. | 1971. | 1981. | 1991. | 2001. | 2011. | 2021. |